# Срби: Чувари капијe
Срби: Чувари капијe је дело из војне историје које представља ратна сећања британског војника, професора историје и професорa Квинс колеџа у Кембриџу, поштовалоца српског народа Роберта Џорџа Далримпла Лафана (Р.Г.Д. Лафан; живео је у периоду 1887-1972) . 

## Радња
Роберт Џорџ Далримпл Лафан је служио у Краљевском аутомобилском корпусу (RASC) британске војске у јединици МТ (механички транспорт). Наводи се да је написао предговор књизи, која је првобитно (до 19. септембра 1917. године) била серија предавања на Кембриџу, када је још увек био стациониран са Краљевском српском војском у Британској солунској армији са МТ јединицама.
Књига се састоји од једанаест поглавља, почев од „Прошлости“ и завршавајући са промишљањима из перспективе времена у којем је аутор живео - „Данас: Српски народ и његове аспирације“. Књига је оригинално сведочанство о патњама српског народа током Првог светског рата, а Лафан описује судбину Срба у предговору: „Упркос својим несрећним поделама и слабости у броју, они никада нису престали да се боре против варварства Туркестана и Берлина, који су у различито време претили да преплаве западне нације и медитеранске земље“. 
Књига је такође вредна као извор значајних историјских података о наведеном периоду у историји Србије, јер цитира и коментарише друге историјске личности, као што је Арчибалд Рајс, који даје формалну изјаву о ратним условима током аустроугарске инвазије Србије 1914. године: „Такође, ту је сведочанство самих аустроугарских војника. На пример, др Рајс описује како је један војник деведесет и седмог пешадијског пука обавестио да су им приликом прве инвазије у августу 1914. године наредбе биле да пале и убијају на све стране и без разлике. Када су се касније поново упутили у Србију, било им је дозвољено само дапљачкају.“ (Страна 195). Текст је такође познат по неким кратким коментарима о историја или легалности ратовања, као када Лафан каже да је „фундаментални принцип модерног ратовања да се борба води између држава, и да стога једна држава не може држати подршку својим противницима одговорним за њихова дела, осим ако су та дела супротна правилима рата или угрожавају безбедност административних или оружаних снага државе.“ (Страна 249). Сврха ових филозофских осврта била је да се пажљиво испитају узроци рата и да сходно томе Лафан пружи агрументе да Аустроугарска није имала оправдане разлоге за напад или за почињање рата против Србије 1914. године, упркос деловању Гаврила Принципа. Генерелно гледано, дело је ретко и значајно сведочанство из прве руке о борбама српске државе против војски Аустроугара, Бугара и других током Првог светског рата. .